# Wisła Płock (piłka nożna) w sezonie 2007/2008
| Wisła Płock w sezonie 2007/2008                                                                 | Wisła Płock w sezonie 2007/2008 |
| ----------------------------------------------------------------------------------------------- | --- |
| Trener                                                                                          | Czesław Jakołcewicz (do 15 X 2007) Mariusz Bekas i Mirosław Milewski (do 19 XI 2007) Leszek Ojrzyński (do 1 maja 2008) Mariusz Bekas |
| Miejsce                                                                                         | 8. 50 pkt |
| Puchar Polski                                                                                   | 1/8 finału |
| Strzelcy                                                                                        | Liga: Sławomir Peszko (16) Puchar Polski: Piotr Bania, Damian Staniszewski (2)                                                       |
| {\displaystyle \leftarrow } Poprzedni sezon Następny sezon {\displaystyle \to } 2006/07 2008/09 | |

## Kadra

### runda jesienna
| Kraj       | Zawodnik              | Poprzedni klub      |           |
| Bramkarze  | Bramkarze             | Bramkarze           | Bramkarze |
| ---------- | --------------------- | ------------------- | --------- |
| Polska     | Łukasz Radliński      | Warta Poznań        |           |
| Polska     | Robert Binkowski      | Lech Poznań         |           |
| Polska     | Łukasz Skowron        | wychowanek          |           |
| Polska     | Jakub Skrzypiec       | Zawisza Bydgoszcz   |           |
| Obrońcy    |                       |                     |           |
| Polska     | Robert Górski         | GKS Bełchatów II    |           |
| Polska     | Rafał Lasocki         | Śląsk Wrocław       |           |
| Polska     | Kamil Mierzwiński     | Mazowsze Płock      |           |
| Polska     | Krzysztof Strugarek * | ŁKS Łomża           |           |
| Polska     | Artur Wyczałkowski    | Widzew Łódź         |           |
| Polska     | Mateusz Żytko         | KGHM Zagłębie Lubin |           |
| Pomocnicy  |                       |                     |           |
| Polska     | Adam Dylewski         | wychowanek          |           |
| Polska     | Wahan Geworgian *     | wychowanek          |           |
| Polska     | Piotr Klepczarek      | GKS Bełchatów       |           |
| Polska     | Ireneusz Kowalski     | ŁKS Łódź            |           |
| Polska     | Jarosław Krzyżanowski | Miedź Legnica       |           |
| Polska     | Damian Łazicki        | Warmia Olsztyn      |           |
| Polska     | Adam Majewski         | Zawisza Bydgoszcz   |           |
| Czechy     | Tomáš Michálek        | Malatyaspor Kulübü  |           |
| Polska     | Adrian Mierzejewski   | Zagłębie Sosnowiec  |           |
| Polska     | Sławomir Peszko       | Nafta Jedlicze      |           |
| Polska     | Bartłomiej Sielewski  | Mazowsze Płock      |           |
| Polska     | Dariusz Zawadzki      | Kmita Zabierzów     |           |
| Napastnicy |                       |                     |           |
| Polska     | Piotr Bania           | Cracovia            |           |
| Polska     | Karol Gregorek        | Lech Poznań         |           |
| Polska     | Krzysztof Kretkowski  | Unia Janikowo       |           |
| Polska     | Damian Staniszewski   | Unia Janikowo       |           |

### runda wiosenna
| Kraj       | Zawodnik              | Poprzedni klub        |           |
| Bramkarze  | Bramkarze             | Bramkarze             | Bramkarze |
| ---------- | --------------------- | --------------------- | --------- |
| Polska     | Łukasz Radliński      | Warta Poznań          |           |
| Polska     | Robert Binkowski      | Lech Poznań           |           |
| Polska     | Łukasz Skowron        | wychowanek            |           |
| Obrońcy    |                       |                       |           |
| Polska     | Paweł Bojaruniec *    | wychowanek            |           |
| Polska     | Sławomir Jarczyk      | Górnik Zabrze         |           |
| Polska     | Rafał Lasocki         | Mazowsze Płock        |           |
| Polska     | Maksymilian Rogalski  | Raków Częstochowa     |           |
| Polska     | Krzysztof Strugarek   | ŁKS Łomża             |           |
| Polska     | Paweł Tomczyk         | Motor Lublin          |           |
| Polska     | Jacek Wiśniewski      | Cracovia              |           |
| Polska     | Artur Wyczałkowski    | Widzew Łódź           |           |
| Polska     | Mateusz Żytko         | KGHM Zagłębie Lubin   |           |
| Pomocnicy  |                       |                       |           |
| Polska     | Łukasz Adamski        | ŁKS Łomża             |           |
| Polska     | Adam Dylewski *       | wychowanek            |           |
| Polska     | Wahan Geworgian       | Jagiellonia Białystok |           |
| Polska     | Ireneusz Kowalski     | ŁKS Łódź              |           |
| Polska     | Jarosław Krzyżanowski | Miedź Legnica         |           |
| Polska     | Tomasz Łuba           | ŁKS Łomża             |           |
| Polska     | Adrian Mierzejewski   | Zagłębie Sosnowiec    |           |
| Polska     | Sławomir Peszko       | Nafta Jedlicze        |           |
| Polska     | Bartłomiej Sielewski  | Mazowsze Płock        |           |
| Polska     | Dariusz Zawadzki      | Kmita Zabierzów       |           |
| Napastnicy |                       |                       |           |
| Polska     | Krzysztof Kretkowski  | Unia Janikowo         |           |
| Polska     | Paweł Posmyk          | Turun Palloseura      |           |
| Polska     | Łukasz Sekulski       | Stoczniowiec Płock    |           |
| Polska     | Paweł Sobczak         | Viktoria Kolonia      |           |
| Polska     | Damian Staniszewski   | Unia Janikowo         |           |
| Polska     | Bartosz Wiśniewski    | Znicz Pruszków        |           |

* zawodnicy, którzy opuścili klub przed końcem rundy

## Mecze

### I liga

#### runda jesienna
| kolejka | data             | przeciwnik                 | Dom/Wyjazd | wynik | bramki | widownia |
| 1       | 28.07.2007 18:00 | Polonia Warszawa           | W          | 0:4   | brak | 1 800    |
| 2       | 05.08.2007 14:40 | Odra Opole                 | D          | 2:0   | Sławomir Peszko 17', Piotr Bania 61' – karny                                                                  | 3 500    |
| 3       | 08.08.2007 18:00 | Motor Lublin               | W          | 2:1   | Sławomir Peszko 65', Mateusz Żytko 74'                                                                        | 3 000    |
| 4       | 11.08.2007 19:00 | Lechia Gdańsk              | D          | 2:2   | Sławomir Peszko 23', Krzysztof Kretkowski 75'                                                                 | 6 000    |
| 5       | 18.08.2007 15:00 | Warta Poznań               | W          | 1:1   | Paweł Iwanicki 79' – samob.                                                                                   | 800      |
| 6       | 22.08.2007 18:00 | Podbeskidzie Bielsko-Biała | D          | 3:2   | Rafał Lasocki 21', Dariusz Zawadzki 41', Sławomir Peszko 82'                                                  | 2 500    |
| 7       | 26.08.2007 11:15 | Pelikan Łowicz             | W          | 3:0*  | walkower | brak     |
| 8       | 31.08.2007 18:00 | Kmita Zabierzów            | D          | 1:0   | Krzysztof Kretkowski 89'                                                                                      | 3 000    |
| 9       | 09.09.2007 14:40 | GKS Katowice               | W          | 3:1   | Karol Gregorek 26', Jarosław Krzyżanowski 55', Tomáš Michálek 58'                                             | 4 500    |
| 10      | 15.09.2007 18:00 | Znicz Pruszków             | D          | 0:2   | brak | 3 500    |
| 11      | 19.09.2007 18:00 | Śląsk Wrocław              | W          | 1:2   | Mateusz Żytko 34'                                                                                             | 5 000    |
| 12      | 22.09.2007 15:00 | Stal Stalowa Wola          | D          | 4:1   | Krzysztof Kretkowski 9', Rafał Lasocki 14', Karol Gregorek 23', Sławomir Peszko 69' – karny                   | 2 500    |
| 13      | 29.09.2007 14:40 | Arka Gdynia                | W          | 1:4   | Sławomir Peszko 20'                                                                                           | 6 000    |
| 14      | 06.10.2007 18:00 | Tur Turek                  | D          | 1:1   | Sławomir Peszko 81'                                                                                           | 2 000    |
| 15      | 12.10.2007 18:00 | Piast Gliwice              | W          | 1:1   | Sławomir Peszko 59'                                                                                           | 4 200    |
| 16      | 03.10.2007 15:30 | ŁKS Łomża                  | W          | 5:2   | Piotr Klepczarek 12', Sławomir Peszko 28', Krzysztof Kretkowski 32', Piotr Bania 81', Piotr Bania 90' – karny | 1 000    |
| 17      | 27.10.2007 18:00 | GKS Jastrzębie             | D          | 2:3   | Dariusz Zawadzki 2', Sławomir Peszko 65'                                                                      | 2 500    |

#### runda wiosenna
| kolejka | data             | przeciwnik                 | Dom/Wyjazd | wynik | bramki                                                                                   | widownia |
| 18      | 03.11.2007 17:00 | Polonia Warszawa           | D          | 1:1   | Damian Staniszewski 3'                                                                   | 2 500    |
| 19      | 10.11.2007 17:00 | Odra Opole                 | W          | 1:3   | Sławomir Peszko 62'                                                                      | 1 500    |
| 20      | 08.03.2008 17:00 | Motor Lublin               | D          | 3:1   | Sławomir Peszko 13' – karny, Sławomir Peszko 45' – kanry, Wahan Geworgian 51'            | 8 000    |
| 21      | 15.03.2008 18:00 | Lechia Gdańsk              | W          | 0:1   | brak                                                                                     | 11 000   |
| 22      | 22.03.2008 13:00 | Warta Poznań               | D          | 3:1   | Bartosz Wiśniewski 5', Adrian Mierzejewski 22', Jacek Wiśniewski 74'                     | 7 000    |
| 23      | 29.03.2008 14:00 | Podbeskidzie Bielsko-Biała | W          | 0:4   | brak                                                                                     | 2 500    |
| 24      | 05.04.2008 18:00 | Pelikan Łowicz             | D          | 0:0   | brak                                                                                     | 5 000    |
| 25      | 12.04.2008 15:00 | Kmita Zabierzów            | W          | 0:1   | brak                                                                                     | 500      |
| 26      | 20.04.2008 14:40 | GKS Katowice               | D          | 2:1   | Paweł Sobczak 1', Adrian Mierzejewski 73'                                                | 1 500    |
| 27      | 26.04.2008 17:00 | Znicz Pruszków             | W          | 1:3   | Bartosz Wiśniewski 36'                                                                   | 2 000    |
| 28      | 30.04.2008 18:00 | Śląsk Wrocław              | D          | 0:4   | brak                                                                                     | 1 500    |
| 29      | 03.05.2008 17:00 | Stal Stalowa Wola          | W          | 0:2   | brak                                                                                     | 1 500    |
| 30      | 07.05.2008 18:00 | Arka Gdynia                | D          | 1:1   | Sławomir Peszko 15'                                                                      | 1 200    |
| 31      | 10.05.2008 14:00 | Tur Turek                  | W          | 3:0   | Sławomir Jarczyk 38', Bartłomiej Sielewski 73', Sławomir Peszko 90' – karny              | 1 200    |
| 32      | 17.05.2008 19:00 | Piast Gliwice              | D          | 0:0   | brak                                                                                     | 1 000    |
| 33      | 21.05.2008 17:00 | ŁKS Łomża                  | D          | 4:1   | Sławomir Peszko 30', Maksymilian Rogalski 39', Paweł Tomczyk 53', Bartosz Wiśniewski 75' | 800      |
| 34      | 24.05.2008 17:00 | GKS Jastrzębie             | W          | 1:0   | Paweł Tomczyk 45'                                                                        | 3 000    |

* mecz odwołany z powodu braku pozwolenia na zorganizowanie imprezy masowej

### Puchar Polski

#### runda jesienna
| kolejka | data             | przeciwnik     | Dom/Wyjazd | wynik | bramki                                                            | widownia | uwagi                   |
| 1/16 PP | 25.09.2007 16:00 | Pogoń Oleśnica | W          | 3:0   | Damian Staniszewski 38', Piotr Bania 48', Damina Staniszewski 86' | 1 500    | awans do 1/8 finału     |
| 1/8 PP  | 18.11.2007 13:00 | Lechia Gdańsk  | W          | 1:5   | Piotr Bania 87'                                                   | 5 500    | odpadnięcie z rozgrywek |

## Tabela
| Lp. | Klub                       | Mecze | Zwycięstwa | Remisy | Porażki | Bramki Zdobyte | Bramki Stracone | Różnica | Punkty |
| --- | -------------------------- | ----- | ---------- | ------ | ------- | -------------- | --------------- | ------- | ------ |
| 1   | Lechia Gdańsk              | 34    | 21         | 6      | 7       | 55             | 34              | +21     | 69     |
| 2   | Śląsk Wrocław              | 34    | 18         | 10     | 6       | 55             | 30              | +25     | 64     |
| 3   | Piast Gliwice              | 34    | 17         | 11     | 6       | 45             | 23              | +22     | 62     |
| 4   | Arka Gdyynia               | 34    | 19         | 10     | 5       | 61             | 30              | +31     | 62     |
| 5   | Znicz Pruszków             | 34    | 18         | 8      | 8       | 54             | 28              | +26     | 62     |
| 6   | Podbeskidzie Bielsko-Biała | 34    | 19         | 7      | 8       | 53             | 27              | +26     | 58     |
| 7   | Polonia Warszawa           | 34    | 14         | 8      | 12      | 45             | 36              | +9      | 50     |
| 8   | Wisła Płock                | 34    | 14         | 8      | 12      | 52             | 51              | +1      | 50     |
| 9   | GKS Jastrzębie             | 34    | 12         | 9      | 13      | 43             | 51              | -8      | 45     |
| 10  | GKS Katowice               | 34    | 11         | 10     | 13      | 38             | 37              | +1      | 43     |
| 11  | Stal Stalowa Wola          | 34    | 10         | 8      | 16      | 30             | 48              | -18     | 40     |
| 12  | Motor Lublin               | 34    | 10         | 5      | 19      | 33             | 55              | -22     | 35     |
| 13  | Odra Opole                 | 34    | 8          | 11     | 15      | 28             | 39              | -11     | 35     |
| 14  | Warta Poznań               | 34    | 7          | 11     | 16      | 29             | 45              | -16     | 32     |
| 15  | Kmita Zabierzów            | 34    | 6          | 13     | 15      | 28             | 40              | -12     | 31     |
| 16  | Tur Turek                  | 34    | 7          | 10     | 17      | 23             | 46              | -23     | 31     |
| 17  | ŁKS Łomża                  | 34    | 8          | 6      | 20      | 32             | 59              | -27     | 30     |
| 18  | Pelikan Łowicz             | 34    | 6          | 10     | 18      | 37             | 60              | -23     | 28     |

|  | Awans do Ekstraklasy    |
|  | Spadek do nowej II ligi |

## Strzelcy
| Liga | PP | Zawodnik              |
| ---- | -- | --------------------- |
| 16   | 0  | Sławomir Peszko       |
| 4    | 0  | Krzysztof Kretkowski  |
| 3    | 2  | Piotr Bania           |
| 3    | 0  | Bartosz Wiśniewski    |
| 2    | 0  | Karol Gregorek        |
| 2    | 0  | Rafał Lasocki         |
| 2    | 0  | Adrian Mierzejewski   |
| 2    | 0  | Paweł Tomczyk         |
| 2    | 0  | Dariusz Zawadzki      |
| 2    | 0  | Mateusz Żytko         |
| 1    | 0  | Wahan Geworgian       |
| 1    | 0  | Sławomir Jarczyk      |
| 1    | 0  | Piotr Klepczarek      |
| 1    | 0  | Jarosław Krzyżanowski |
| 1    | 0  | Tomáš Michálek        |
| 1    | 0  | Maksymilian Rogalski  |
| 1    | 0  | Bartłomiej Sielewski  |
| 1    | 0  | Paweł Sobczak         |
| 1    | 2  | Damian Staniszewski   |
| 1    | 0  | Jacek Wiśniewski      |